# NGC 2810B
NGC 2810B је спирална галаксија у сазвежђу Велики медвед која се налази на NGC листи објеката дубоког неба.
Деклинација објекта је + 71° 52' 0" а ректасцензија 9h 21m 58,2s. Привидна величина (магнитуда) објекта NGC 2810 износи 16,2 а фотографска магнитуда 17,0.